# 진곤서
진곤서(중국어 정체자: 陳坤書, 병음: Chen Kunshu, ? - 1864년)는 태평천국의 지도자 중 한 명으로 호왕(護王)에 봉해졌다. 사시였었기 때문에 ‘진사시’(陳斜眼)라는 별명으로 불렸다.

## 생애
광서성 계평 출신으로 1851년 금전봉기에 참가했다. 1854년, 서정군에 파견되어 안휘성 소현에 주둔했다. 1858년, 충왕 이수성을 따라 삼하 전투에 참여하여 상군 소속의 이속빈군 6천을 전멸시켰다.
1860년 1월부터 5월까지 이수성을 따라 제2차 강남대영 공략에 참여했다. 이후 5월 26일 창저우를 점령하고, 30일 무석을 차지하고, 6월 2일에 소주를 함락시켰고, 13일에는 오강, 진택(震澤)을 차지하고, 15일에는 가흥을 함락시키는 파죽의 기세를 보였다. 10월에는 소주를 수비하기 위해 파견되었으나, 1862년 봄, 창저우로 이주했다. 1863년 봄부터 이수성을 따라 천경을 구원하기 위해 각지를 전전한다. 12월, 강소순무 이홍장이 이끄는 장수성 · 유명전 · 주성파 등 10만 명의 회군과 찰스 고든이 이끄는 상승군 3천 명이 창저우 공격을 시작했다.
1864년 4월 25일, 창저우 외성인 진탄이 함락되고, 형 진지서(陳志書)가 전사했다. 진곤서의 태평천국군은 분전하며 3천 명을 섬멸하고 회군을 격퇴하는데 성공했다. 그러나 5월 11일, 회군과 상승군이 수륙 양쪽에서 공격하며 회군이 성내에 들어오자 시가전이 벌어졌다. 그 와중에서 진곤서는 사로잡혀 며칠 후 처형되었다.

## 같이 보기
- 상해 전투 (1861년)
- 삼하 전투
- 자계 전투